# Tim Washe
Tim Washe (Detroit, 25 agosto 2001) è un hockeista su ghiaccio statunitense e centro degli Anaheim Ducks (NHL).